# Mocsányi György
Mocsányi György (1946) magyar motoros műrepülő pilóta.

## Életpálya
1962-ben repült először vitorlázórepülővel a BM Dózsa Repülőklubban, Gödöllőn. 1964-ben Esztergomban Opitz Nándor vizsgabiztos előtt letette a B-vizsgát. Folyamatos szakmai lépésekkel haladt előre. 1969-től a Kömi klubban volt tag. 1969-ben ezüstkoszorús eredményt repült. A Belügyminisztérium (BM) légi rendészeténél eleinte mindenes, majd pilóta. 1971-ben egy év leforgása alatt megcsinált a motorosrepülő átképzést. Teljesítette a szakszolgálati, majd 1973-ban a segédoktatói követelményeket. 1974-ben a motoros műrepülő válogatott tagja lett. 1975  őszén a MALÉV-nél (Magyar Légiközlekedési Vállalat) lett pilóta. Alapképzések, nyelvtanfolyam után Uljanovszkban három hónap alatt letette a Tu –134-es típusvizsgát. 1978-ban típusátképzést kapott Tu–154-re. 1981-ben lett kapitány. Egy leszállás során a tizenkét főfutóból kidurrantott kilencet, másodkapitánnyá minősítették. A büntetés leteltével ismét kapitány, majd oktató kapitány lett. 1989-ben, a PanAm Akadémián, Miamiban elvégezte a B–707-es tanfolyamot. Sorba képezték a Boeingekre. 1991-ben a Független Pilóta Szakszervezet elnöke, pozíciója miatt háttérbe került. 1993 decemberében Kanadában kiképezték a B–767-re. 1995-ben  felvételizett az Asiana Airlineshez. 1995. szeptember 5-én Szöulban kezdte a profi repülőgépvezetést. 1997 decemberében felmondták az állását. 1998-tól a Légügyi Igazgatóságnál hatósági pilóta. A Lauda-Air alkalmazta. 1999 februárjában ismét alkalmazta a Malév. 1999 nyarán az Asiana Airlines újra alkalmazta. Az összes repült ideje (2001-ben) több mint 15 000 óra, 25 vitorlázó típuson, 14 kis motorosgépen és 6 utasszállító típuson.

## Sporteredmények
1974-ben Békéscsabán a Kölcsönös Gazdasági Segítség Tanácsa (KGST) versenyen a magyarok közül a legjobb volt.
1975-ben Kijevben a KGST versenyen a magyarok közt a legjobb volt.

## Szakmai sikerek
I. osztályú repülő pilóta.

## Külső hivatkozások
- Mocsányi György. Index.hu.h. (Hozzáférés: 2012. január 18.)